# La Casa del Escritor

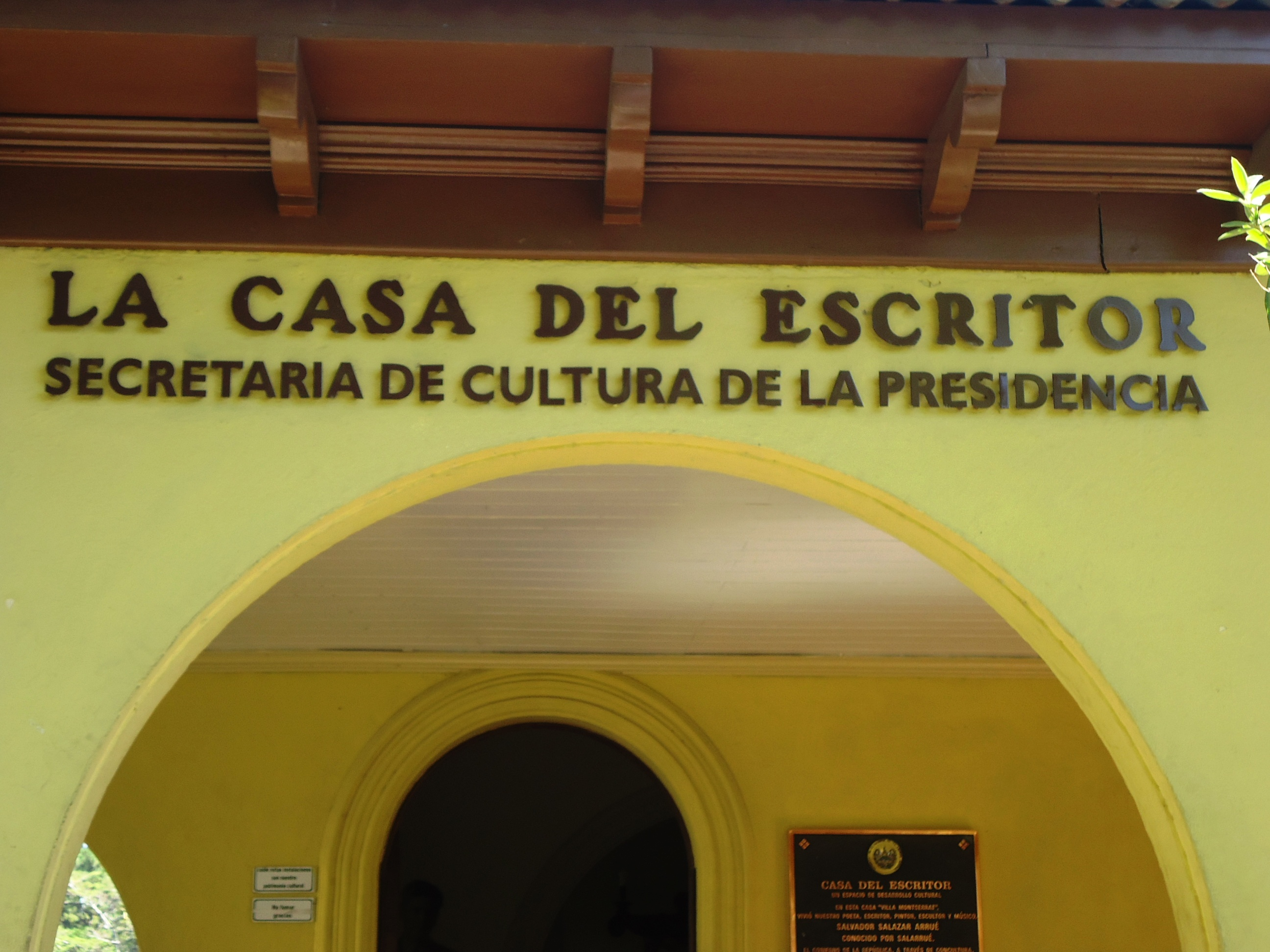
Fachada de La Casa del Escritor

La Casa del Escritor y Museo Salarrué es uno de los espacios que resguardan la vida del escritor salvadoreño Salvador Salazar Arrué, conocido comúnmente como Salarrué. Ubicada en los Planes de Renderos en San Salvador, es un espacio formativo de la Secretaria de Cultura de la Presidencia, que además está a disposición del público para visitarla y conocer su valor histórico.
El recinto fue la casa en la que vivió el célebre escritor Salvador Salazar Arrué, Salarrué. En ella se pueden apreciar: fotografías del escritor y su familia, libros con sus escritos y artículos personales del poeta. Villa Monserrat, es el  lugar donde salarrué y su familia vivieron desde 1962. Mismo en el que salarrué falleció el 27 de noviembre de 1975. A pesar de que no se considera  a Villa Monserrat patrimonio histórico, este lugar se reconoce por su valor cultural y por el hecho que el inmueble perteneció a uno de los escritores más enigmáticos de El Salvador.

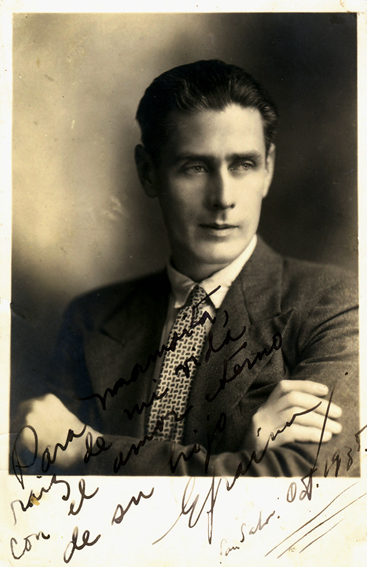
Escritor Salarrué

La Casa del Escritor “Salarrué” es un proyecto para la formación profesional y promoción de nuevos escritores jóvenes del Consejo Nacional para la Cultura y el Arte (CONCULTURA) de El Salvador con el apoyo de la Universidad Tecnológica y la Universidad Pedagógica, iniciado en diciembre de 2001, dirigido por el novelista Rafael Menjívar Ochoa. El 22 de octubre de 2003 se fundó oficialmente en Villa Montserrat en Los Planes de Renderos, de la antigua casa del escritor Salvador Salazar Arrué (Salarrué). .La  apertura de la casa museo del escritor, se realizó durante el periodo del Ingeniero Gustavo Herodier, presidente de CONCULTURA.
La casa del escritor está enfocada en la literatura, difusión y legado de salarrué, en el cual se imparten  talleres, eventos literarios como recitales, conversatorios y presentaciones de libros de escritores salvadoreños, talleres de lectura y artes manuales en los cuales chicos y grandes se dan cita a este lugar para disfrutar de todo lo que  aquí se ofrece. Todas estas  actividades  se dirigen con el objetivo  de contribuir al conocimiento y valoración de la literatura nacional para las nuevas generaciones y turistas nacionales e internacionales que quieran conocer más sobre nuestra identidad literaria.
Este lugar cuenta con salas donde puedes disfrutar de total tranquilidad para poder leer un buen libro, además de todos los atractivos visuales que poseen las salas de exposiciones, lo que hace más valioso  y llamativo a esta casa museo es que se conservan algunas de las pertenencias del escritor  Salazar Arrué
La Casa del Escritor museo de Salarrué, está abierta al público de miércoles a domingo, sin ningún costo para quien quiera  dejar el estrés de la rutina diaria y experimentar  una nueva experiencia. Así que si quieres aventurarte en la literatura nacional la casa museo de Salarrué una de las mejores opciones para que puedas visitar con la familia y amigos.

### Actividades en La Casa del Escritor
La casa cuenta con visitas guiadas de miércoles a domingo de 9 a. m. a 5 p. m.

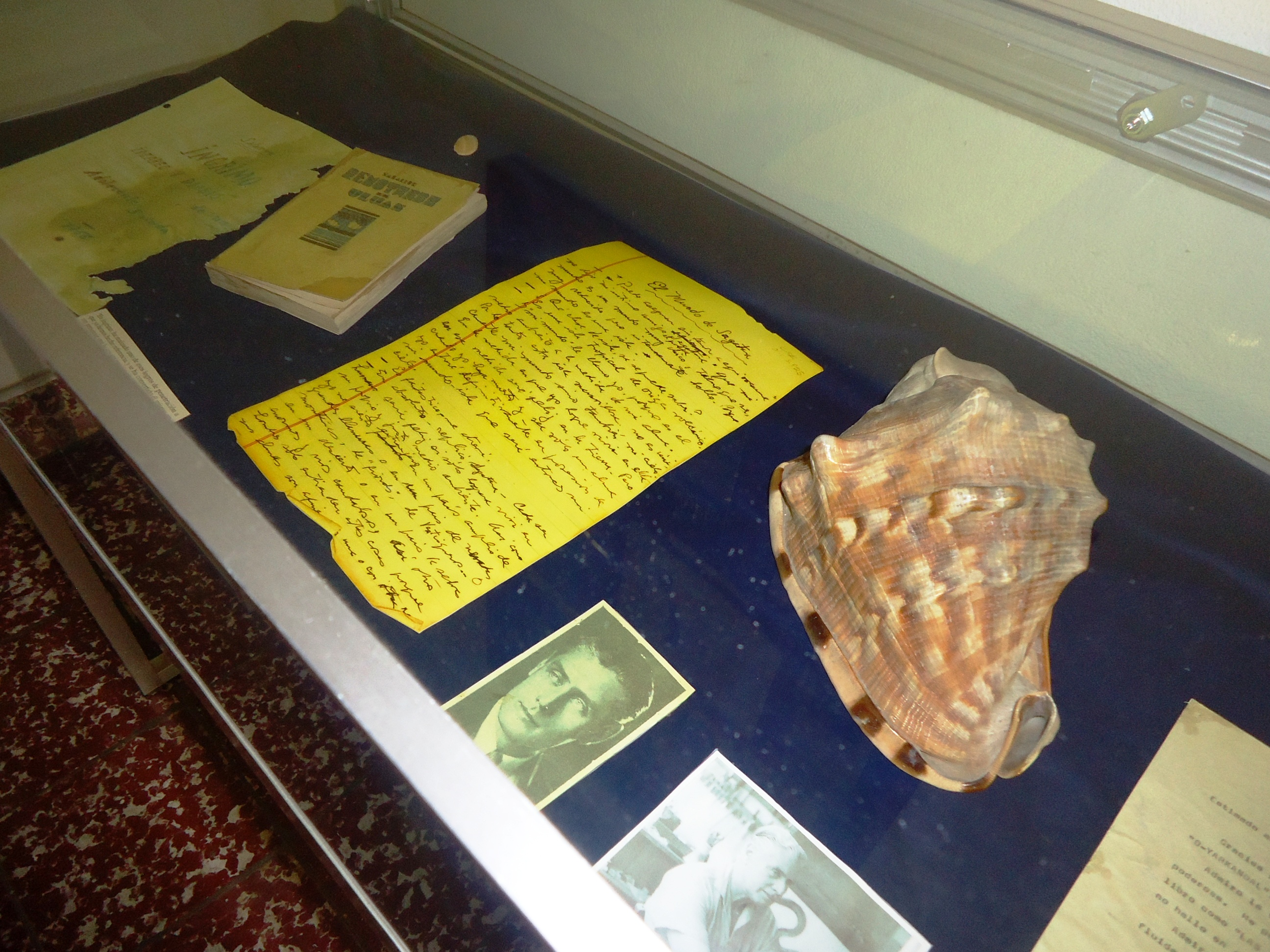
Pertenencias del escritor Salarrué

Asimismo, el espacio organiza actividades formativas en el campo literario. Para este mes julio, la casa ofrece diversos talleres, entre ellos un curso de idioma náhuatl, con Alberto Cruz, que tiene lugar los sábados a las 10 a. m., con un costo por clase de US$1.
En literatura, la casa del escritor ofrece los días sábados un taller de novela, a cargo de Carlos Burgos, en horariop de 2 p. m., con un costo mensual de US$5; un taller de dibujo con el pintor Jonathan Nájera, en dos horarios, 10 a. m. y 2 p. m.; y un taller gratuito de narrativa breve, con Susana Reyes, las 3:30 p. m.
Los días domingos también hay talleres: uno de poesía, con Vladimir Amaya, en horario de 2 p. m., y un curso básico de idioma francés, a las 2 p. m., con un costo US$10 mensuales.
Las personas interesadas pueden acercarse a las instalaciones de La Casa del Escritor y Museo Salarrué, ubicada en la calle Balboa, km. 10, Los Planes de Renderos, frente a la iglesia Nuestra Señora de Fátima. La entrada es gratis.